# カルトゥーラ
カルトゥーラ（伊: Cartura）は、イタリア共和国ヴェネト州パドヴァ県にある、人口約4,600人の基礎自治体（コムーネ）。

## 地理

### 位置・広がり

#### 隣接コムーネ
隣接するコムーネは以下の通り。
- ボヴォレンタ
- カザルセルーゴ
- コンセルヴェ
- ドゥエ・カッラーレ
- マゼラ・ディ・パードヴァ
- ペルヌーミア
- サン・ピエトロ・ヴィミナーリオ
- テッラッサ・パドヴァーナ

### 気候分類・地震分類
カルトゥーラにおけるイタリアの気候分類 (it) および度日は、zona E, 2344 GGである。
また、イタリアの地震リスク階級 (it) では、zona 3 (sismicità bassa) に分類される。